# Élie Vinet
Élie Vinet o Elies Vinet (Saint-Médard, 1509 – Bordeus, 1587) va ser un humanista, professor, arqueòleg, traductor i historiador occità del Renaixement, nascut a la regió de Peitau i Xarantes, actual Nova Aquitània. És autor d'una cinquantena d'obres, entre les quals hi ha traduccions d'autors clàssics i la història de les ciutats occitanes de Xaintes, Angulema i Bordeus i llibres escolars. Élie Vinet és considerat el primer historiador sobre la vila de Bordeus.

## Biografia
Poc se sap de la vida personal d'Elies Vinet. Va néixer l'any 1509 al poble de Planxes (Planches, en francès) a l'actual comuna occitana de Sent-Meard (Saint-Médard, en francés), no gaire lluny de Berbezilh (Barbezieux, en francès) al departament de Xaranta (Charente, en francès). Al segle XVI, aquesta vila de Planxes es deia Vinets, topònim que podria relacionar amb el cognom de l'historiador. La seva família paterna, originària de Peitau (Poitou, en francès), s'hi va establir cap al 1470. La seva mare, Colette Chat, és de Montmaureu e Sent Cibard.
Es creu que Elies Vinet no va tenir descendència.
Elies Vinet va fer els seus primers estudis a Berbezilh en una escola dirigida per Simó Pererius, que li va ensenyar els elements de la llengua llatina. Després de la mort del seu pare, Joan Vinet, la seva mare el va enviar a Angulema per continuar els seus estudis. Després, va establir-se a Peitau, on va obtenir el grau de mestre de les arts. Va freqüentar, a la cort de Conyac (Cognac, en francès), Lluïsa de Savoia i després a Marguerida d'Angulema. Va traslladar-se a París per millorar els seus coneixements de grec antic i de matemàtiques, al Collège Sainte-Barbe.
El 1539, Vinet encara era a París quan André de Gouveia, director de la Universitat de la Guiena i abans del Collège Sainte-Barbe, el va portar a Bordeus, com a mestre.

Tres anys més tard, el 1542, Elies Vinet es va sentir cansat i va tornar al seu país natal, Sentonge (Saintonge, en francès). Va ser durant aquest retir que va començar a estudiar alguns autors clàssics i a traduir, al francès o al llatí, les seves obres:
L'any 1547, André de Gouveia va ser cridat pel rei Joan III de Portugal per reorganitzar la Universitat de Coïmbra, seguint el model de la de Bordeus. Élie Vinet va anar amb ell. Gouveia va decidir quedar-se a Portugal, el seu país natal, però Vinet tornarà a Bordeus el juliol de 1549. Després, ràpidament, va establir-se a París per supervisar l'edició del seu estudi sobre Dècim Magne Ausoni, que es publicaria el 1551.

Tornant a Bordeus, el gener de 1550, Vinet va reprendre la seva càtedra de matemàtiques al col·legi de la Guiena i, entre 1552 i 1556, va publicar una sèrie d'obres per a ús de les seves classes:
El 1556 va morir el director de la Universitat de la Guiena, Joan Gelida, que havia substituït André Gouviea el 1547. Els Jurats del Parlament de Bordeus van trucar a Elies Vinet per substituir-lo i van procedir al seu nomenament oficial. Tanmateix, el rei Enric II de França el va anul·lar i va nomenar un altre director: Nicolas Hérigaray.
Molt molest per aquest assumpte, Vinet va deixar la universitat i va passar sis anys a Saintonge i Angoumois. Durant aquests anys d'absència de Bordeus, Vinet va ser molt actiu. Dedica el seu temps a preparar noves publicacions d'autors clàssics i notes sobre la història de Sentonge, Engoumaes i Bordeus que li serviran per als seus futurs estudis.

Nicolas Hérigaray va dimitir el 1562 i els Jurats van tornar a nomenar Elies Vinet director de la Universitat de la Guiena. Finalment, Vinet s'encarregà de l'administració de la universitat. Va impartir cursos, va renovar la pedagogia, amb mètodes d'ensenyament destinats a “caps ben formats", amb una disciplina més humana, i va publicar les obres que havia preparat:

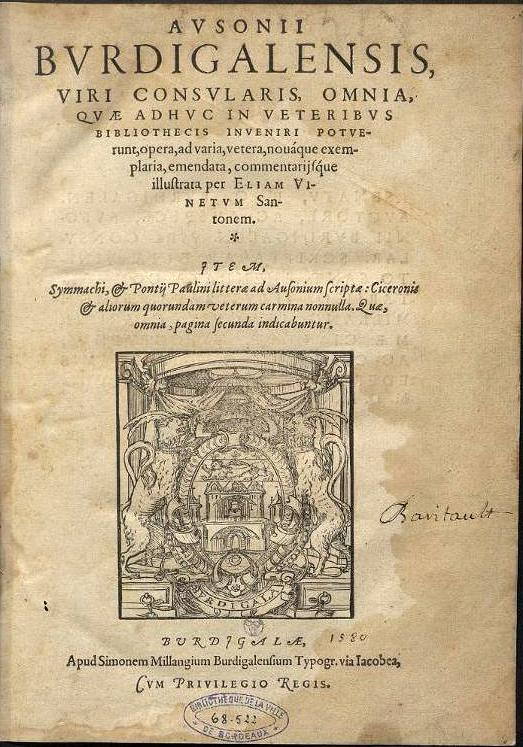
L' Ausone d'Elies Vinet, publicat per Simó Millanges a Bordeus, el 1580

L'any 1570, Vinet es va alliberar de les seves tasques administratives per dedicar-se a la seva obra Ausone, la versió final de la qual es va publicar el 1580.

Sota la direcció de Vinet, l'any 1572, un jove professor de la Universitat, Simó Millanges, obrí una gran impremta al número 12 del carrer Saint-James, prop de la universitat. És amb Simó Millanges que Vinet va imprimir els seus darrers treballs:
La pesta va esclatar a Bordeus, el juny de 1585, i en pocs mesos va causar més de 14.000 morts. La Universitat de la Guiena va haver de tancar i Vinet va abandonar la ciutat. Tanmateix, va poder reobrir-la l'any 1586. Amb una salut fràgil, va morir al seu apartament de la universitat un 11 de maig del 1587.

El seu funeral va tenir lloc amb gran pompa a l'església de Sant Eloi de Bordeus. Elies Vinet és enterrat al cementiri de l'església. La seva làpida va ser traslladada a una capella de l'interior del temple, cap a l'any 1840, i l'any 1874 va ser encastada al mur de l'església, sobre la pica baptismal. Porta una inscripció en grec, llatí i francès:

Vinet tenia un altre epitafi, que els seus amics li van escriure al final de l'edició pòstuma de la seva obra Ausone, publicada el 1590, amb tributs i poesia llatina i grega.

## Elies Vinet i Dècim Magne Ausoni
L'obra principal de Vinet fou la seva edició de les obres del poeta clàssic Dècim Magne Ausoni, nascut a Burdeus el 310 dC. Hi va treballar entre el 1551 i el 1580.
La seva primera publicació, el 1551, fou Decii Magni Avsonii Paeonii Bvrdegalensis, seguida, el 1565, d' Ausonii Bvrdigalensis liber de Claris vrbibus (els poemes de les ciutats).
S'acabava de descobrir a Lió un text dels poemes d'Ausoni (el manuscrit Codex leidensis Vossianus latinus ) que és més complet que els anteriors i Vinet el portà a Bordeus per estudiar-lo.
Vinet va elaborar una sèrie d'apunts, amb la intenció de publicar les obres completes d'Ausoni. El 1573 o 1574 va demanar al seu antic alumne, el també occità Josep Just Escalíger, de pas per Lió, de verificar l'exactitud de les seves notes. Escalíger, de fet, va fer molt més que comprovar les notes de Vinet. Va publicar les obres d'Ausoni, el 1575, però presentant-se com l'únic autor de la traducció.
Aquest incident no va semblar molestar a Elies Vinet qui, ell mateix, publicarà altres obres sobre Ausoni amb Simon Millanges el 1575 i un segon volum el 1580.
El 1590, Escalíger i altres estudiosos de Bordeus van reeditar l'obra d'Elies Vinet, afegint tributs i poesia llatina i grega a la glòria de Vinet.

## Elies Vinet, historiador i arqueòleg
El 1565 Vinet va començar a publicar els seus estudis històrics de: Bordeaus, Engovlesme, Xaintes, Barbezieus, a més d'un estudi paleogràfic elaborat durant el seu retir de 1564-1562.
- Antiqvité de Bordeavs (1565):[9] Aquest estudi de Vinet té un interès considerable, pel fet que fou el primer historiador d'aquesta ciutat. L'obra és una dissertació acadèmica sobre els orígens de Bordeus, tal com es coneixia a l'època. El llibre està publicat amb quatre làmines gravades sobre fusta: el plànol de la ciutat, els Piliers de Tutelle, el Palau Gallien i una tomba romana, tal com eren al segle XVI.

La publicació va venir precipitada per un fet històric: El rei Carles IX de França havia de visitar Bordeus i Vinet va voler aprofitar l'ocasió per presentar-li aquest primer llibre sobre la història de la ciutat. El 13 d'abril de 1565, Vinet va oferir al rei el manuscrit del llibre, durant la seva visita a la Universitat de la Guiena, perquè les impremtes encara no estaven acabades. L'anàlisi del contingut del llibre el feu Labadie. Un discurs de Vinet sobre les antiguitats de Bordeus i Bourg es troba a la col·lecció “ Pierre Bernadau » conservat a la Biblioteca Municipal de Bordeus.
- Engoulesme (1567): Aquesta obra, que es publicà de manera anònima, és dividida en dues parts. La primera es titula Recherche de l’Antiqvité d’Engoulesme. Vinet relata els primers temps de la ciutat, fins al segle XII. A continuació dona algunes dades sobre les antigues abadies de la regió. La segona part porta el títol De la Trovvre et quelqves avtres rivières d'Engoulesme. El mateix text es va publicar, com a capítol XX, del llibre Discours non plus mélancoliques, l'any 1556. L'anàlisi del contingut del llibre el feu Labadie.[12]

- Saintes i Barbezieux (1568): Com fa amb Bordeus i amb Angulema, Vinet va cercar per a la seva vila de Saintes el record més antic de la ciutat. S'atura l'any 1094 i descriu ràpidament algunes ruïnes romanes que existien encara a la seva època, però curiosament guarda silenci sobre les esglésies de Notre-Dame-de-Santa-Maria, Sant-Pierre i Sant-Eutrope. Per a Brebezieux, fa tot el contrari. Vinet transmet ràpidament la seva història, però descriu amb detall els antics monuments existents. L'anàlisi del contingut del llibre el fa Labadie.[13]

- Narbonensivm votvm et arae dedicato... (1572): Aquesta obra és una dissertació sobre les inscripcions d'un altar de marbre trobat a Narbona, l'any 1566, i que encara existeix. Les inscripcions li foren enviades per un professor de Tolosa de Llenguadoc, Francesc Roaldes,[14] la qual cosa demostra amb quina gran estima es tenia l'erudició de Vinet a tot el país occità.
- Historia gymnasii Aquitanici: aquesta obra, dedicada a la història de la Universitat de la Guiena, mai va ser impresa, no en queda cap rastre del manuscrit.[15]

## Elies Vinet, científic
L'interès de Vinet per la ciència, i en particular per les matemàtiques, es fa patent en les seves traduccions al francès o al llatí, destinades als estudiants del Collège de Guyenne:
Proculus Traité de la Sphère, en 1543, amb cinc reedicions ;
Sacrobosco La Sphère, en 1552, amb sis reedicions :
Euclide Les Éléments, en 1575.
Vinet també és autor de tres llibres de “ciència pràctica":
- La Manière de faire les Solaires que communement on appelle quadrans (1564) és un llibre pràctic per a la construcció d'un rellotge de sol, reimprès el 1577, 1583 i 1606. En el seu pròleg, Vinet dona explica la raó per escriure aquest llibre. Al seu retorn de Portugal, el 1549, va assenyalar que, arran de la rebel·lió contra l'impost de la sal, la retirada de totes les campanes i rellotges de Bordeus havia estat decidida pel rei Enric II de França. D'aquí la necessitat dels vilatans de Bordeus de dominar la tècnica dels rellotges de sol per saber l'hora.

- Logistica libri tres (1573), un llibre d'aritmètica.

- L'Arpanterie (1577).

## Correspondència d'Elies Vinet
Vinet va estar en contacte per correu amb molts estudiosos i es pot fer un seguiment de la seva escriptura gràcies a algunes cartes que s'han conservat:
- Una carta del 17 de maig de 1567.[16]

- Una carta del 3 d'octubre de 1571.[17]

- Una carta del 14 de novembre de 1582 .

- Una carta del 26 de novembre de 1583 .

- Una carta del 29 de desembre de 1583 .

Vegeu també Émile Brethe per a tenir informació sobre altres dues cartes de Elies Vinet.

## Homenatges
Diversos establiments comercials han pres el nom d'Élie Vinet en homenatge a l'autor:
- L'institut general i tecnològic Élie-Vinet de Barbezieux-Saint-Hilaire[19]
- La biblioteca especialitzada en història i història de l'art de la Universitat de Bordeus-Montaigne[20]
- Un carrer de Bordeus porta el seu nom.

## Obres d'Élie Vinet
A continuació, es mostren les referències bibliogràfiques a les obres d'Elies Vinet. La majoria de les seves obres estan disponibles en versió digital. Per facilitar l'accés a les obres digitalitzades vegeu: Les obres d'Élie Vinet a Commons.